# Галван, Тиаго
Тиаго Галван да Силва (порт. Tiago Galvão da Silva; 24 августа 1989, Сан-Паулу, Бразилия) — бразильский футболист, атакующий полузащитник.

## Карьера
C сезона 2007/08 выступал за бразильский клуб «Паулиста», где был одним из лучших бомбардиров. С 2011 года Тиаго присоединился к сербскому клубу «Слобода» (Ужице), в сезоне 2013/14 сыграл 32 матча за «Слободу», забил 10 мячей и отдал 3 голевые передачи. В начале июля 2014 года подписал контракт с тираспольским «Шерифом». 24 мая 2015 года выиграл с командой Кубок Молдавии 2014/15.

## Достижения
Шериф
- Бронзовый призёр чемпионата Молдавии (1): 2014/15
- Обладатель Кубка Молдавии (1): 2014/15

## Статистика
| Клуб             | Сезон            | Лига  | Лига | Лига | Кубок | Кубок | Кубок | Еврокубки | Еврокубки | Еврокубки | Другое | Другое | Другое | Всего | Всего | Всего |
| Клуб             | Сезон            | Матчи | Голы | Пасы | Матчи | Голы  | Пасы  | Матчи     | Голы      | Пасы      | Матчи  | Голы   | Пасы   | Матчи | Голы  | Пасы  |
| ---------------- | ---------------- | ----- | ---- | ---- | ----- | ----- | ----- | --------- | --------- | --------- | ------ | ------ | ------ | ----- | ----- | ----- |
| Слобода          | 2010/11          | 11    | 0    | 1    | —     | —     | —     | —         | —         | —         | —      | —      | —      | 11    | 0     | 1     |
| Слобода          | 2011/12          | 29    | 6    | 8    | 2     | 0     | 0     | —         | —         | —         | —      | —      | —      | 31    | 6     | 8     |
| Слобода          | 2012/13          | 30    | 8    | 8    | 1     | 0     | 0     | —         | —         | —         | —      | —      | —      | 31    | 8     | 8     |
| Слобода          | 2013/14          | 29    | 7    | 3    | 3     | 3     | 0     | —         | —         | —         | —      | —      | —      | 32    | 10    | 3     |
| Всего            |                  | 99    | 21   | 20   | 6     | 3     | 0     | —         | —         | —         | —\|    | —\|    | —\|    | 105   | 24    | 20    |
| Шериф            | 2014/15          | 17    | 1    | 0    | —     | —     | —     | 2         | 0         | 0         | —      | —      | —      | 19    | 1     | 0     |
| Всего за карьеру | Всего за карьеру | 172   | 33   | 20   | 6     | 3     | 0     | 2         | 0         | 0         |        |        |        | 180   | 36    | 19    |